# John Knopfmacher
John Peter Louis Knopfmacher (* 20. Januar 1937 in Johannesburg; † 29. Mai 1999 in Graz) war ein südafrikanischer Mathematiker.

## Leben
Der Vater Walter Knopfmacher war gebürtiger Berliner und vor der Auswanderung nach Südafrika Elektroingenieur bei AEG. John Knopfmacher studierte an der University of the Witwatersrand zunächst Buchhaltung und dann Mathematik. Noch als Student erschien 1960 seine erste Veröffentlichung in der Mathematical Gazette über perfekte Zahlen. 1958 erhielt er seinen Bachelor-Abschluss und 1961 seinen Master-Abschluss. Danach ging er an die University of Manchester, wo er bei 1965 bei John Frank Adams promoviert wurde ( Extensions in Varieties of Groups and Algebras). Nach der Rückkehr (1965) an die University of Witwatersrand wurde er Lecturer, 1966 Senior Lecturer und 1971 Reader und Associate Professor und 1979 Professor. 1984 bis 1994 war er Leiter der Mathematikfakultät an seiner Universität und wurde City of Johannesburg-Professor. 1992 gründete er an der Universität das Centre for Applicable Analysis and Number Theory, das 1999 nach ihm benannt wurde. 1997 ging er in den Ruhestand und zog nach Melbourne. Er war zuletzt Gastprofessor an der Universität Graz.
Er befasste sich mit Algebra (nicht-assoziative Algebren, endliche Gruppen, Lie-Algebren) und Topologie, bevor er sich 1970 analytischer Zahlentheorie zuwandte. Insbesondere begründete er einen abstrakten (algebraischen) Zugang zur analytischen Zahlentheorie, was auch Titel seiner Monographie von 1975 war. Dazu entwickelte er die Theorie arithmetischer Halbgruppen (Arithmetik freier kommutativer Halbgruppen mit Einselement und reellwertiger multiplikativer Norm mit einigen zusätzlichen Eigenschaften). Die Theorie erlaubt auch zum Beispiel die Betrachtung über endlichen Körpern.
Er war 1959 bis zur Scheidung 1991 mit Rose Hendler verheiratet und hatte drei Kinder. Sein Sohn Arnold Knopfmacher ist ebenfalls Mathematiker, mit dem John Knopfmacher auch in rund 35 gemeinsamen Arbeiten publizierte. 1991 heiratete er Beverley Woolf.
1995 erhielt er die Medaille für Lebensleistung der South African Mathematical Society und war lange Jahre der Herausgeber von deren Zeitschrift Quaestiones Mathematicae. 1991 wurde er Fellow der Royal Society of South Africa.

## Schriften
- Abstract analytic number theory, North Holland 1975, Reprint Dover 1990.
- Analytic arithmetic of algebraic function fields, Marcel Dekker 1979.
  - Neue Auflage mit Wen-Bin Zhang: Number theory arising from finite fields: Analytic and probabilistic theory, Marcel Dekker 2001.